# أغبلاغ فتوحي
أغبلاغ فتوحي هي قرية في مقاطعة مراغة، إيران. عدد سكان هذه القرية هو 324 في سنة 2006.